# Буй-Перёй
Буй-Перёй (фр. Bouilh-Péreuilh, окс. Bolh Darrèr e Perulh) — коммуна во Франции, находится в регионе Юг — Пиренеи. Департамент — Верхние Пиренеи. Входит в состав кантона Пуйастрюк. Округ коммуны — Тарб.
Код INSEE коммуны — 65103.

## География

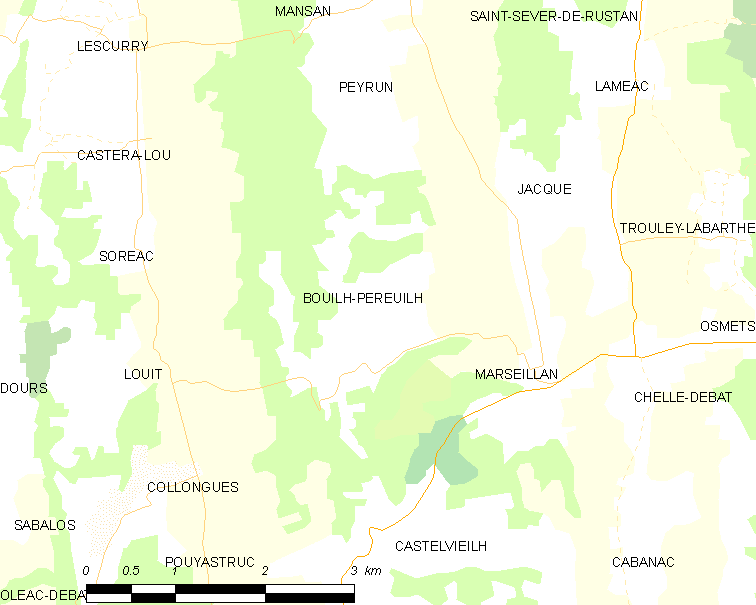
Карта коммуны

Коммуна расположена приблизительно в 640 км к югу от Парижа, в 110 км западнее Тулузы, в 13 км к северо-востоку от Тарба.
Коммуна расположена в местности Бигорр.

## Климат
Климат умеренно-океанический с солнечной тёплой погодой и обильными осадками на протяжении практически всего года.

## Население
Население коммуны на 2010 год составляло 105 человек.
| 1962 | 1968 | 1975 | 1982 | 1990 | 1999 | 2010 |
| ---- | ---- | ---- | ---- | ---- | ---- | ---- |
| 84   | 84   | 84   | 93   | 90   | 88   | 105  |

## Администрация
| Период | Период | Фамилия   | Партия | Примечания |
| ------ | ------ | --------- | ------ | ---------- |
| 2001   | 2020   | Ив Кареак |        |            |

## Экономика
В 2010 году среди 64 человек трудоспособного возраста (15-64 лет) 48 были экономически активными, 16 — неактивными (показатель активности — 75,0 %, в 1999 году было 66,7 %). Из 48 активных жителей работали 44 человека (24 мужчины и 20 женщин), безработных было 4 (2 мужчин и 2 женщины). Среди 16 неактивных 4 человека были учениками или студентами, 8 — пенсионерами, 4 были неактивными по другим причинам.